# Ervilia
Ervilia je rod cvjetnica iz porodice Fabaceae. Kew ga tretira kao sinonim za Vicia
Njegovih 9 vrsta rašireno je od Mediterana i Srednje Europe na istok do Zapadne Azije. Nekoliko vrsta raste i u Hrvatskoj, a vode se pod rodom Vicia.

## Vrste
1. Ervilia articulata (Hornem.) H.Schaef., Coulot & Rabaute; člankovita grahorica
2. Ervilia caesarea (Boiss. & Balansa) Alef.
3. Ervilia cypria (Kotschy) Coulot & Rabaute
4. Ervilia hirsuta (L.) Opiz; čupava grahorica
5. Ervilia loiseleurii (M.Bieb.) H.Schaef., Coulot & Rabaute
6. Ervilia lunata (Boiss. & Balansa) Coulot & Rabaute
7. Ervilia sativa Link; obična grahorica
8. Ervilia singarensis (Boiss. & Hausskn. ex Boiss.) Coulot & Rabaute;
9. Ervilia sylvatica (L.) Schur; šumska grahorica

## Sinonimi
- Coppoleria Tod.; Attl Acc. Sci. Palermo, N. S. 1: 14 (1845)
- Cracca Medik.; Vorles. Churpf Phys. GeS. 2: 359 (1787)
- Endiusa Alef.; Oesterr. Bot. Zeit. 9: 359 (1859)
- Parallosa Alef.; Oesterr. Bot. Zeitschr. 9: 359 (1859)
- Rhynchium Dulac; Fl. Hautes-Pyr. 290 (1867)